# Nunzio Galantino
Nunzio Galantino (* 16. srpna 1948 Cerignola) je italský římskokatolický duchovní, biskup a emeritní prezident Správy majetku Apoštolského stolce.

## Život
Narodil se 16. srpna 1948 v Cerignole.
Vstoupil do kněžského semináře v Ascoli Satriano. Teologické a filosofické vzdělání dokončil v regionálním semináři v Beneventu. Dne 23. prosince 1972 byl biskupem Mariem Di Lieto vysvěcen na kněze a inkardinován do diecéze Cerignola-Ascoli Satriano. Stal se vicerektorem semináře ve Foggii a asistentem Katolické akce pro chlapce. Pokračoval ve studiu filosofie na Univerzitě Bari. Do roku 1977 přednášel filosofii v semináři v Beneventu, poté byl pozván přednášet na Papežskou teologickou fakultu Jižní Itálie, kde také získal doktorát z teologie.
V letech 1977–2011 byl farářem farnosti svatého Františka z Assisi v rodném městě, biskupským vikářem pro pastoraci, kulturu a formaci. Dne 9. prosince 2011 jej papež Benedikt XVI. jmenoval biskupem Cassano all'Jonio. Biskupské svěcení přijal 25. února následujícího roku z rukou kardinála Angela Bagnasco a spolusvětiteli byli biskup Felice di Molfetta a biskup Vincenzo Bertolone. Dne 28. prosince 2013 byl jmenován generálním sekretářem ad interim Italské biskupské konference a 25. března 2013 generálním sekretářem ad quinquennium. Dne 28. února 2015 přijal papež František jeho rezignaci na post diecézního biskupa.
Dne 26. června 2018 jej papež ustanovil prezidentem Správy majetku Apoštolského stolce, kterým byl do 2. října 2023.